# 音くり寿
音 くり寿（おと くりす、1996年12月18日 - ）は、日本の女優。元宝塚歌劇団花組の娘役スター。
埼玉県さいたま市、昭和女子大学附属昭和中学校出身。身長160cm。血液型B型。愛称は「くり」、「くりす」。
所属事務所はコイン。

## 来歴
2012年、宝塚音楽学校入学。
2014年、宝塚歌劇団に100期生として次席入団。月組公演「宝塚をどり／明日への指針／TAKARAZUKA 花詩集100!!」で初舞台。
2015年、組まわりを経て花組に配属。
2016年の「ME AND MY GIRL」で、城妃美伶とダブルキャストで新人公演初ヒロイン。
2017年の「MY HERO」（TBS赤坂ACTシアター・ドラマシティ公演）で、朝月希和と東上公演ダブルヒロイン。
2018年の「蘭陵王」（ドラマシティ・KAAT神奈川芸術劇場公演）で、専科・凪七瑠海の相手役を務め、東上公演単独初ヒロイン。
2019年、仙名彩世退団公演となる「CASANOVA」で、初のエトワールに抜擢。
2022年9月4日、「巡礼の年／Fashionable Empire」東京公演千秋楽をもって、宝塚歌劇団を退団。
退団後は舞台を中心に活動を続けている。

## 人物
幼い頃から、宝塚をはじめ様々な舞台を観る機会に恵まれ、舞台人に憧れていた。
宝塚初観劇は、2000年雪組公演「バッカスと呼ばれた男／華麗なる千拍子」。
中学3年の時、「宝塚の舞台に立ちたい」と強く思い、家族に決意を伝え、音楽学校受験に臨んだ。

## 宝塚歌劇団時代の主な舞台

### 初舞台
- 2014年3 - 6月、月組『宝塚をどり』『明日への指針 -センチュリー号の航海日誌-』『TAKARAZUKA 花詩集100!!』

### 組まわり
- 2014年7 - 10月、星組『The Lost Glory -美しき幻影-』『パッショネイト宝塚!』

### 花組時代
- 2015年3 - 6月、『カリスタの海に抱かれて』 - 新人公演：少年ロベルト（本役：真鳳つぐみ）『宝塚幻想曲（タカラヅカ ファンタジア）』
- 2015年7 - 8月、『スターダム』（バウホール） - セーラ
- 2015年10 - 12月、『新源氏物語』 - あきつ／代役：雲井の雁（本役：城妃美伶）[注釈 1]、新人公演：若紫（本役：春妃うらら）『Melodia-熱く美しき旋律-』
- 2016年2 - 3月、『Ernest in Love』（梅田芸術劇場・中日劇場） - ロンドン市民・農民・メイド[注釈 2]／セシリイ・カデュー[注釈 2][6]
- 2016年4 - 7月、『ME AND MY GIRL』 - 新人公演：サリー・スミス（本役：花乃まりあ） 新人公演初ヒロイン[注釈 3][7][8][9][11][6]
- 2016年9月、『仮面のロマネスク』 - セシル・ブランシャール『Melodia-熱く美しき旋律-』（全国ツアー）
- 2016年11 - 2017年2月、『雪華抄（せっかしょう）』 - カゲソロ『金色（こんじき）の砂漠』 - 第三王女シャラデハ、新人公演：タルハーミネ（幼少）（本役：花乃まりあ）[6]
- 2017年3 - 4月、『MY HERO』（TBS赤坂ACTシアター・ドラマシティ） - マイラ・パーカー 東上Wヒロイン[10][11][6]
- 2017年6 - 8月、『邪馬台国の風』 - イヨ／娘、新人公演：大巫女（本役：美穂圭子）『Santé!!』
- 2017年10月、『ハンナのお花屋さん-Hanna's Florist-』（TBS赤坂ACTシアター） - アナベル
- 2018年1 - 3月、『ポーの一族』 - ディリー、新人公演：マーゴット（本役：城妃美伶）
- 2018年5月、『あかねさす紫の花』 - 十市皇女『Sante!!』（博多座）
- 2018年7 - 10月、『MESSIAH（メサイア）-異聞・天草四郎-』 - 弥一、新人公演：咲（本役：城妃美伶）『BEAUTIFUL GARDEN-百花繚乱-』
- 2018年11 - 12月、『蘭陵王（らんりょうおう）-美しすぎる武将-』（ドラマシティ・KAAT神奈川芸術劇場） - 洛妃 東上ヒロイン[12][13][11][6]
- 2019年2 - 4月、『CASANOVA』 - ベネラ、新人公演：ダニエラ（本役：桜咲彩花） 初エトワール[6]
- 2019年6 - 7月、『花より男子』（TBS赤坂ACTシアター） - 三条桜子[6]
- 2019年6月、『恋スルARENA』（横浜アリーナ）[注釈 4]
- 2019年8 - 11月、『A Fairy Tale -青い薔薇の精-』 - プルケ、新人公演：Mysterious Lady（謎の貴婦人）／デーヴァ（本役：乙羽映見）『シャルム!』
- 2020年1月、『マスカレード・ホテル』（ドラマシティ・日本青年館） - 片桐瑤子[6]
- 2020年7 - 11月、『はいからさんが通る』 - 北小路環 エトワール
- 2021年1 - 2月、『NICE WORK IF YOU CAN GET IT』（東京国際フォーラム・梅田芸術劇場） - ジェニー・マルドゥーン
- 2021年4 - 7月、『アウグストゥス-尊厳ある者-』 - オクタヴィア『Cool Beast!!』
- 2021年8 - 9月、『哀しみのコルドバ』 - アンフェリータ・ナバロ『Cool Beast!!』（全国ツアー）
- 2021年11 - 2022年2月、『元禄バロックロック』 - ツナヨシ『The Fascination（ザ ファシネイション）!』[4]
- 2022年3 - 4月、『TOP HAT』（梅田芸術劇場） - マッジ・ハードウィック[4][11][6]
- 2022年6 - 9月、『巡礼の年〜リスト・フェレンツ、魂の彷徨〜』 - ラプリュナレド伯爵夫人『Fashionable Empire』 退団公演[11][6]

### 出演イベント
- 2014年4月、宝塚歌劇100周年 夢の祭典『時を奏でるスミレの花たち』[注釈 5]
- 2017年12月、タカラヅカスペシャル2017『ジュテーム・レビュー-モン・パリ誕生90周年-』
- 2018年12月、タカラヅカスペシャル2018『Say! Hey! Show Up!!』
- 2019年12月、タカラヅカスペシャル2019『Beautiful Harmony』

## 宝塚歌劇団退団後の主な活動

### 舞台
- 2023年1月、『ファースト・デート』（シアタークリエ） - アリソン[14]
- 2023年3 - 4月、梅棒16th showdown『曇天ガエシ』（なかのZERO大ホール・新国立劇場中劇場・森ノ宮ピロティホール・ビレッジホール）[15]
- 2023年8月、『星の数ほど夜を数えて』（すみだパークシアター倉）[16]
- 2023年9 - 10月、『ロジャース／ハート』（有楽町よみうりホール・北國新聞赤羽ホール・松下IMPホール）[17]
- 2023年11 - 12月、『ねじまき鳥クロニクル』（プレイハウス・アイリス大ホール・大阪） - 加納マルタ／クレタ[18]
- 2024年6月、『九劇ミュージカル・コンサート Vol.3』（浅草九劇）[19]
- 2024年11月、『アンドレ・デジール 最後の作品』（シアターH） - マルセリーナ 他[20]
- 2024年12月、『Happyクリスマス☆ミュージカルコンサート2024』（豊洲シビックセンターホール）[21]
- 2025年1月、朗読ミュージカル「光られし女ども」Vol.2（六本木クラップス） - 紫の上[22]
- 2025年3月、『THE 面接』（シアター・アルファ東京）[23]
- 2025年4 - 5月、『illuminaTe The Room』（シアターグリーン）[24]
- 2025年8月、朗読劇『夢から醒めない夢を見よ。』[25]
- 2025年9月、『賭ケグルイ』（シアターH） - 生志摩妄[26]

### ディナーショー
- 2025年1月、音くり寿 ディナーショー『Crystal Melody』（第一ホテル東京、宝塚ホテル）[27]
- 2025年7月、音 くり寿 ディナーライブ『OTOUTA！』（ホテル阪神大阪）[28]

## 受賞歴
- 2017年、『阪急すみれ会パンジー賞』 - 新人賞[29]
- 2020年、『宝塚歌劇団年度賞』 - 2019年度アーティスト賞[30]